# Ozoroa concolor
Ozoroa concolor là một loài thực vật có hoa trong họ Đào lộn hột. Loài này được (C. Presl ex Steud.) De Winter mô tả khoa học đầu tiên năm 1974.